# TUSC3
TUSC3 (англ. Tumor suppressor candidate 3) – білок, який кодується однойменним геном, розташованим у людей на короткому плечі 8-ї хромосоми. Довжина поліпептидного ланцюга білка становить 348 амінокислот, а молекулярна маса — 39 676.
| 10         |  | 20         |  | 30         |  | 40         |  | 50         |
| ---------- |  | ---------- |  | ---------- |  | ---------- |  | ---------- |
| MGARGAPSRR |  | RQAGRRLRYL |  | PTGSFPFLLL |  | LLLLCIQLGG |  | GQKKKENLLA |
| EKVEQLMEWS |  | SRRSIFRMNG |  | DKFRKFIKAP |  | PRNYSMIVMF |  | TALQPQRQCS |
| VCRQANEEYQ |  | ILANSWRYSS |  | AFCNKLFFSM |  | VDYDEGTDVF |  | QQLNMNSAPT |
| FMHFPPKGRP |  | KRADTFDLQR |  | IGFAAEQLAK |  | WIADRTDVHI |  | RVFRPPNYSG |
| TIALALLVSL |  | VGGLLYLRRN |  | NLEFIYNKTG |  | WAMVSLCIVF |  | AMTSGQMWNH |
| IRGPPYAHKN |  | PHNGQVSYIH |  | GSSQAQFVAE |  | SHIILVLNAA |  | ITMGMVLLNE |
| AATSKGDVGK |  | RRIICLVGLG |  | LVVFFFSFLL |  | SIFRSKYHGY |  | PYSDLDFE   |

A: Аланін

C: Цистеїн

D: Аспарагінова кислота

E: Глутамінова кислота

F: Фенілаланін

G: Гліцин

H: Гістидин

I: Ізолейцин

K: Лізин

L: Лейцин

M: Метіонін

N: Аспарагін

P: Пролін

Q: Глутамін

R: Аргінін

S: Серин

T: Треонін

V: Валін

W: Триптофан

Задіяний у таких біологічних процесах, як транспорт, альтернативний сплайсинг. 
Білок має сайт для зв'язування з іоном магнію. 
Локалізований у мембрані, ендоплазматичному ретикулумі.